# Isopterygium submicrothecium
Isopterygium submicrothecium är en bladmossart som beskrevs av Brotherus och Jean Édouard Gabriel Narcisse Paris 1906. Isopterygium submicrothecium ingår i släktet Isopterygium och familjen Hypnaceae. Inga underarter finns listade i Catalogue of Life.